# DigiTimes

DigiTimes est un journal quotidien traitant des industries des semi-conducteurs, de l'électronique, des ordinateurs et des télécommunications de la région de Taiwan et de la grande Chine.  Le journal a été créé en 1998.  Il est basé à  Taipei (Taiwan). Il est publié en chinois traditionnel et possède des sites Web en chinois et en anglais.
Le journal dit avoir 1300 compagnies abonnées et offre divers niveaux d'abonnement. Selon leur niveau d'abonnement, les compagnies ont droit aux archives de nouvelles, à un accès privilégié aux activités organisées par le journal ou rapport de recherche du journal.
Le journal est cité par divers médias et blogues d'information technologique comme CNN, ZDNet, Los Angeles Times, Laptop Magazine, CNET and others,,.